# Барнетт Ньюман
Ба́рнетт Нью́ман (англ. Barnett Newman; 29 січня 1905 — 4 липня 1970) — американський художник єврейського походження, один із найвидатніших представників абстрактного експресіонізму і живопису кольорового поля.

## Життєпис
Барнетт Ньюман народився в Нью-Йорку в родині єврейських емігрантів із Польщі. Працював у батьківській швейній майстерні. Навчався живопису в Художній студентській лізі у Дункана Сміта і Джона Слоана. Паралельно здобув філософський ступінь у Міському коледжі Нью-Йорка. Пізніше заробляв на життя вчителюванням, письменництвом і художньою критикою.
1934 року Ньюман зустрівся з викладачкою мистецтв Анналі Ґрінгаус, з якою одружився 30 червня 1936 року.
Митець помер 1970 року в Нью-Йорку від серцевого нападу.

## Творчість
Що це за несамовите прагнення людини бути художником і поетом, якщо не акт непокори падінню людства і не претензія повернутися до Едемського саду? Перші люди були і першими художниками.— Барнетт Ньюман 

Барнетт Ньюман «Onement 1», 1948. Перший приклад використання так званої блискавки для визначення просторової структури картини

З 1930-х років Барнетт Ньюман починає малювати картини в експресіоністському стилі. Ранні твори живописця — це вільні асоціації, сновидіння, зроблені у манері автоматизму. Протягом 1940-х років працював у сюрреалістичному стилі.
1950 року Ньюман на персональній виставці представив полотна, які відрізнялися використанням алюзій і парадоксальним поєднанням форм. Художник стверджував, що його картини наповнені емоційним змістом. Ньюман намагався викликати емоції одним лише кольором у безпредметному світі. Проте критики назвали його твори порожніми. Після шквалу критики і нерозуміння Ньюман знищив свої картини, створені протягом попередніх років. Негативні відгуки змусили його зробити восьмирічну творчу перерву. Зрештою переосмислення своєї творчості привело його до абстрактного експресіонізму. 1958 року на виставці Барнетт Ньюман представив глядачам серію робіт, виконаних в абсолютно новій манері. Його полотна, які стали більшого формату, були виконані в яскравих тонах. На них з'явилася так звана «застібка-блискавка» або вертикальна смуга — візитна картка Ньюмана.
У перших творах із «блискавками» поля були різнокольорові, але пізніше кольори стають чистими і рівними. Сам Ньюман вважав, що він досяг своєї творчої зрілості у серії «Onement» («Спокута»), яку почав з 1948 року. Ця серія, що складається із шести картин, відображає гармонію і повноту життя. Американський художній критик Клемент Грінберг писав: «Межі великих полотен Ньюмана грають ту ж роль, що і внутрішні лінії форм. Вони ділять, але нічого не розділяють, не замикають і не ізолюють. Вони встановлюють межі, але нічого не обмежують».
Абстрактні картини Ньюмана спочатку були безіменними. Назви, які він дав їм пізніше, були часто пов'язані з єврейською тематикою. Наприклад, дві картини початку 1950-х років називаються «Адамом [Архівовано 24 травня 2019 у Wayback Machine.] і Євою [Архівовано 24 травня 2019 у Wayback Machine.]». 1954 року художник пише «Уриїл [Архівовано 24 травня 2019 у Wayback Machine.]». Картина «Авраам [Архівовано 24 травня 2019 у Wayback Machine.]» (1949) названа за ім'ям біблійного патріарха. Так само звали батька Ньюмана, який помер у 1947 році.
У 1958—1966 роках після серцевого нападу Ньюман створив серію чорно-білих картин «Хресна дорога [Архівовано 24 травня 2019 у Wayback Machine.]». Вона вважається найвищим досягнення митця. Серія має підзаголовок «Lema sabachthani» — «Чому Ти мене залишив?» — останні слова, сказані Ісусом на хресті, відповідно до Нового Завіту. Ньюман бачив у цих словах універсальне значення і для свого часу. Серія також розглядається як пам'ятник жертвам Голокосту.
У пізніх творах, таких як серії «Хто боїться червоної, жовтої та синьої», Ньюмен використовує яскраві, чисті кольори, часто на дуже великих полотнах. Наприклад, «Світла Анна» (1968), названа в пам'ять своєї матері, яка померла в 1965 році, — найбільша робота (8,5 на 2,7 м). 
Наприкінці свого життя Ньюман працював над фігурними полотнами, наприклад, картина «Шартр [Архівовано 24 травня 2019 у Wayback Machine.]» (1969) мала трикутну форму. Його пізні твори виконані акриловою фарбою, а не олійною, як ранні праці.
Ньюман зробив серію літографій (1963—64), які, на його думку, повинні були стати спогадами про музику. Він також зробив невелику кількість офортів.
Ньюман вважається переважно абстрактним експресіоністом, оскільки він працював в Нью-Йорку в 1950-х роках разом з іншими художніми групами, які розробляли власний абстрактний стиль, відмінний від європейського. Проте через його відмову від виразних мазків, як це робили інші абстрактні експресіоністи Кліффорд Стілл і Марк Ротко, а також через використання рівного колірного поля з різкими межами геометричних фігур, Ньюмана можна розглядати як попередника постживописної абстракції і мінімалістських творів таких художників, як Френк Стелла.
Ньюмана не дооцінювали як художника протягом більшої частини його життя. Він опинився у тіні більш яскравих митців, таких як Джексон Поллок. Впливовий критик Клемент Грінберг пропагував його твори, але їх ледь не до кінця життя не сприймали серйозно. Водночас Ньюман мав суттєвий вплив на багатьох молодих митців, таких як Дональд Джадд, Френк Стелла і Боб Лоу.

## Спадщина
Через дев'ять років після смерті Ньюмана його вдова Анналі заснувала Фундацію Барнетта Ньюмана. Фонд існує «для заохочення вивчення та розуміння життя і творчості» художника. Фонд відіграв важливу роль у створенні каталогу Ньюмена в 2004 році. Представником у справах авторських прав США для Фонду Барнетт Ньюман виступає Товариство з прав художників.
2019 року понад 70 творів Фонд передав Єврейському музею у Нью-Йорку.

## Твори Ньюмана на арт-ринку
Після того, як Ньюман в 1948 році мав мистецький прорив, він вирішив присвятити всю свою енергію мистецтву. Ньюман жив майже повністю на утриманні своєї дружини Анналі Ньюман до кінця 1950-х років, коли картини Ньюмана почали продаватися регулярно.
1985 року «Ulysses [Архівовано 23 серпня 2018 у Wayback Machine.]» (1952), синьо-чорну смугасту картину, продали в за $ 1 595 000 на Sotheby's одному американському колекціонеру.
2013 року картину «Onement VI [Архівовано 3 липня 2019 у Wayback Machine.]» (1953) продали на Сотбіс в Нью-Йорку за 43,8 мільйона доларів .
У жовтні 2013 року картину «Світла Анна [Архівовано 26 квітня 2022 у Wayback Machine.]» придбали за 105.7 мільйона доларів.
А 13 травня 2014 року полотно «Black Fire 1» продали за $ 84,2 мільйона.